# Cerithiopsis movilla
Cerithiopsis movilla är en snäckart som beskrevs av Dall och Bartsch 1911. Cerithiopsis movilla ingår i släktet Cerithiopsis och familjen Cerithiopsidae. Inga underarter finns listade i Catalogue of Life.